# Велосипедний шолом

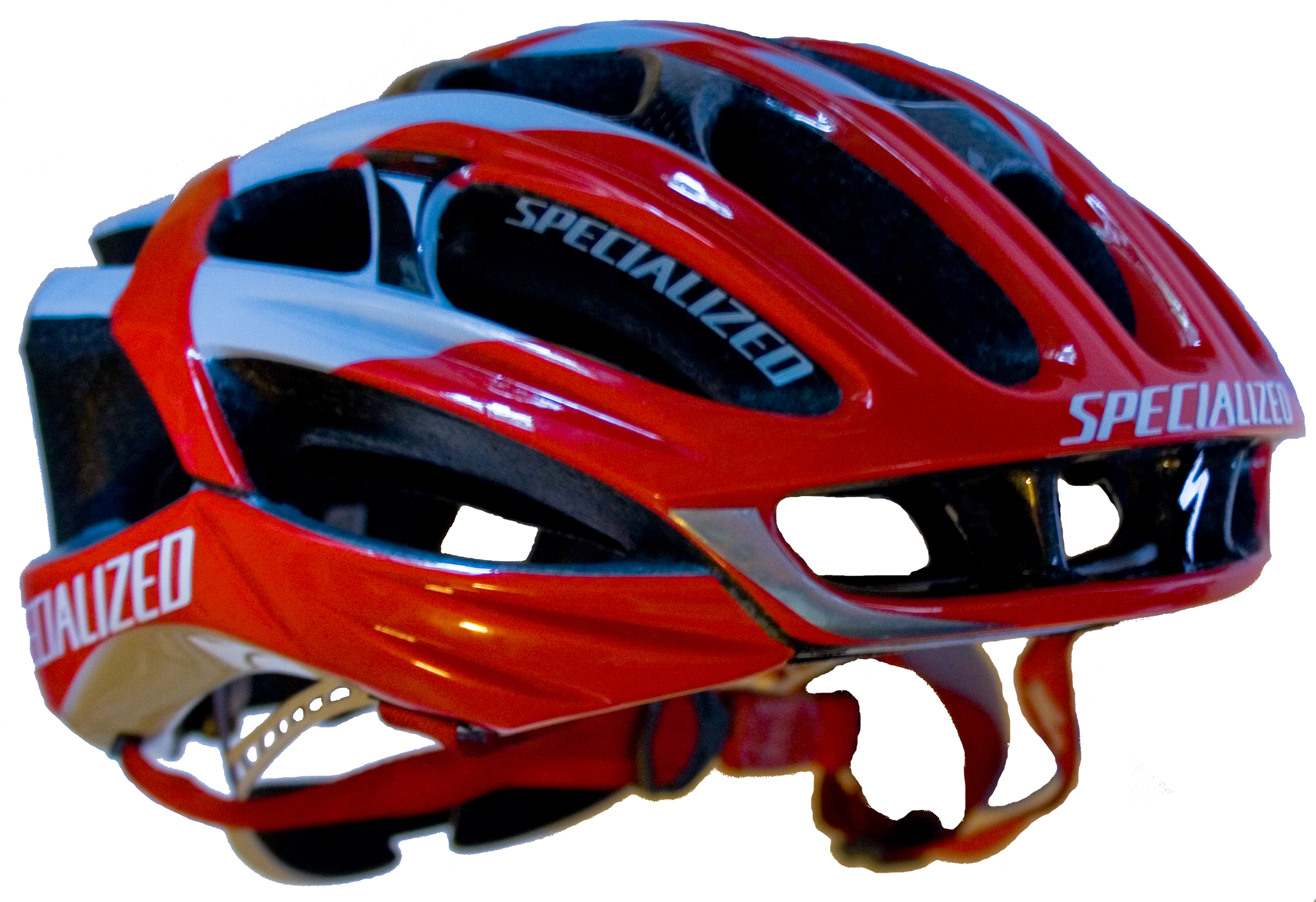
Варіант велосипедного шолому

Велосипедний шолом — частина екіпірування велосипедиста. Шолом призначений для носіння під час їзди на велосипеді для захисту голови від ударів при падіннях і ДТП.

## Дизайн і стандарти
Велосипедні шоломи повинні бути легкими по вазі і надавати хорошу вентиляцію, так як їзда на велосипеді значно підвищує температуру тіла і голови, зокрема, шолом повинен мати можливість регулювати її температуру.

## Законодавство

### Австралія
В Австралії, носіння шоломів було обов'язковим з 1991.

### Канада
У Канаді, шоломи обов'язкові в п'яти провінціях: Британська Колумбія, Альберта, Онтаріо, Нью-Брансвік і Нова Шотландія.

### Іспанія
В Іспанії, використання шоломів є обов'язковим з 2005 року на національній дорожній мережі за межами міських районів. Згідно з даними, зібраними іспанським управлінням руху та поліклінікою університету Валенсії з 2004 по 2007 рік, частка велосипедистів в шоломах серед жертв дорожньо-транспортних пригод зросла з 28% до 48%, але частка госпіталізованих постраждалих з травами черепа не змінилась.

### Франція
У Франції, велосипедні шоломи не є обов'язковими. Річні звіти по автотранспортних засобах показують, що ризик травми голови в результаті ДТП не вищий, ніж при ходьбі пішки, їзди на велосипеді або автомобілі.

### Інші країни Європи
Прийняли або розглядають заходи зобов'язуючі носити шолом три країни: Словенії у віці 14 років, Фінляндії і Швеції у віці до 15 років. У Словенії і Фінляндії недотримання цієї вимоги не тягне за собою ніяких санкцій. Згідно з доповіддю Т. Krag опублікованій Федерацією європейських велосипедистів ECF в 2006 році, близько 25% фінських велосипедистів носили шоломи. 
Поза спортивними заходами, велосипедний шолом є обов'язковим у будь-якій країні в Європі, за винятком Іспанії, де цей обов'язок обмежується на дорогах за межами міст.
У Швейцарії, шолом не є обов'язковим, але рекомендується.